# Christoph Dittrich
Christoph Dittrich (* 1966 in Dresden) ist ein deutscher Musiker und Intendant. Er ist Generalintendant der Städtischen Theater Chemnitz.

## Leben
Christoph Dittrichs Vater Claus Dittrich und Bruder Jörg Dittrich sind Dachdeckermeister und Präsidenten der Handwerkskammer Dresden. Christoph Dittrich erhielt während seiner Schulzeit eine Instrumental-, Gesangs- und Chorleiter-Ausbildung. Er studierte von 1986 bis 1991 an der Hochschule für Musik Carl Maria von Weber Dresden Tuba, Gesang, Musikpädagogik und Musikwissenschaft und nahm Kammermusik-Unterricht in der Meisterklasse von Professor Ludwig Güttler.
Dittrich rief 1987 das Blechbläser-Ensemble Dresden Brass Quintet ins Leben, das zahlreiche Konzerte, Festival-Auftritte und CD-Einspielungen verwirklichte.
Von 1991 bis 2002 war Dittrich Musiker und dramaturgischer Mitarbeiter der Elbland Philharmonie Sachsen, anschließend dann bis 2013 Intendant und Geschäftsführer des dann in Neue Elbland Philharmonie umbenannten Orchesters. 2008 promovierte er an der Palacký-Universität Olmütz (Tschechien) mit einer musikwissenschaftlichen Arbeit über Das künstlerische und gesellschaftliche Arbeitsumfeld Dresdner Komponisten von 1960 bis 1980 und die Ausprägung von musikalischen Stilmerkmalen. Er hielt Gastvorlesungen an der Technischen Universität Dresden und der Dresden International University. 
Dittrich wurde 2013 zum Generalintendanten der Städtischen Theater Chemnitz gGmbH berufen. Im Jahr 2016 wurde sein Vertrag zunächst bis 2023 und am 17. Mai 2021 dann weiter bis zum Jahr 2028 verlängert.
Christoph Dittrich ist Mitglied des Landesverbandes Sachsen des Deutschen Bühnenvereins  und des Sächsischen Kultursenats.